# Coupe du monde d'escrime 2008-2009
Navigation
Édition précédente Édition suivante
La coupe du monde d'escrime 2008-2009 est la 38e édition de la coupe du monde d'escrime, compétition d'escrime organisée annuellement par la Fédération internationale d'escrime.

## Distribution des points
Les compétitions du calendrier se divisent en cinq catégories. Toutes rapportent des points comptant pour la coupe du monde selon un coefficient préétabli : coefficient 1 pour les épreuves de coupe du monde, coefficient 1,5 pour les grands prix et championnats de zone et coefficient 2,5 pour les championnats du monde. Les tournois satellite, destinés à familiariser de jeunes tireurs avec les compétitions internationales, rapportent peu de points.

### Individuel
| Rang                                 | 1er | 2e | 3e | 5e à 8e | 9e à 16e | 17e à 32e | 33e à 64e |
| ------------------------------------ | --- | -- | -- | ------- | -------- | --------- | --------- |
| Championnats du monde                | 80  | 65 | 50 | 35      | 20       | 10        | 5         |
| Championnats continentaux Grand Prix | 48  | 39 | 30 | 21      | 12       | 6         | 3         |
| Coupe du monde                       | 32  | 26 | 20 | 14      | 8        | 4         | 2         |
| Satellite                            | 4   | 3  | 2  | 1       | 0        | 0         | 0         |

### Par équipes
Le partage des points est le même pour toutes les compétitions par équipes, sauf pour les championnats du monde qui rapportent le double.
| Rang                                     | 1er | 2e  | 3e | 4e | 5e | 6e | 7e | 8e | 9e | 10e | 11e | 12e | 13e | 14e | 15e | 16e | 17e à 33e |
| ---------------------------------------- | --- | --- | -- | -- | -- | -- | -- | -- | -- | --- | --- | --- | --- | --- | --- | --- | --------- |
| Championnats du monde                    | 128 | 104 | 80 | 72 | 64 | 60 | 56 | 52 | 50 | 48  | 46  | 44  | 42  | 40  | 38  | 36  | 16        |
| Championnats continentaux Coupe du monde | 64  | 52  | 40 | 36 | 32 | 30 | 28 | 26 | 25 | 24  | 23  | 22  | 21  | 20  | 19  | 18  | 8         |

## Calendrier

### Messieurs
| Légende | Abrégé | Catégorie            |
|         | ChM    | Championnat du monde |
|         | ChZ    | Championnat de zone  |
|         | GP     | Grand Prix           |
|         | CoM    | Coupe du monde       |
|         | Sat.   | Tournoi satellite    |

| Date       | Nom et lieu du tournoi                           | Cat. | Arme    | Type | Vainqueur               | Finaliste                   | Troisièmes                                   |
| ---------- | ------------------------------------------------ | ---- | ------- | ---- | ----------------------- | --------------------------- | -------------------------------------------- |
| 12/10/2008 | Trophée de Belgrade, Belgrade                    | Sat. | Épée    | Ind. | Jorg Mathe              | Stephan Rein                | David Csaba Christoph Marik                  |
| 18/10/2008 | Tournoi de Kupittaa, Turku                       | Sat. | Épée    | Ind. | Tor Forsse              | Dennis Bade                 | Andrés Gómez Nikolai Novosjolov              |
| 18/10/2008 | Tournoi satellite, Gand                          | Sat. | Sabre   | Ind. | Seppe van Holsbeke      | Alexander O'Connell         | Alessio Bonino Kristof Puy                   |
| 19/10/2008 | Coupe Léon Paul, Londres                         | Sat. | Fleuret | Ind. | David Mansour           | Gerben Engelen              | Jamie Fitzgerald Edward Jefferies            |
| 08/11/2008 | Tournoi satellite, Oslo                          | Sat. | Épée    | Ind. | Claus Mørch             | Sturla Torkildsen           | João Cordeiro Leonardo Mandrioli             |
| 15/11/2008 | Tournoi satellite, Amsterdam                     | Sat. | Sabre   | Ind. | Nicolas Rousset         | Constantin Sandu            | Constant Arnould Dobrin Gionov               |
| 15/11/2008 | Tournoi satellite, Arhus                         | Sat. | Épée    | Ind. | Frederik von der Osten  | Stanislav Babanov           | Adam Berka Mads Eriksen                      |
| 15/11/2008 | Tournoi satellite, Amsterdam                     | Sat. | Fleuret | Ind. | Michele Pirrazzo        | Mats Stijlaart              | Thomas Macher Bence Szeki                    |
| 29/11/2008 | Tournoi satellite, Dublin                        | Sat. | Épée    | Ind. | João Cordeiro           | David Csaba                 | Cristiano Magnani Vitas Babbi                |
| 10/01/2009 | Coupe du monde, Kish                             | CoM  | Épée    | Ind. | Bas Verwijlen           | Mohammad Rezaei Tadi        | Mikayel Ghazarian Ali Yaghoubian             |
| 10/01/2009 | Coupe du monde, Kish                             | CoM  | Sabre   | Ind. | Mojtaba Abedini         | Erdogan Kizildag            | David Parvishijani Amidreza Taherkhani       |
| 16/01/2009 | Coupe du Cheikh Fahed Al-Ahmed Al-Soubah, Koweït | GP   | Épée    | Ind. | Gauthier Grumier        | Sven Schmid                 | Gábor Boczkó Péter Somfai                    |
| 16/01/2009 | Coupe du Cheikh Fahed Al-Ahmed Al-Soubah, Koweït | GP   | Épée    | Éq.  | France                  | Hongrie                     | Pologne                                      |
| 17/01/2009 | Tournoi satellite, Copenhague                    | Sat. | Sabre   | Ind. | Jan Dolezal             | Olli Mahlamaki              | Lennart Brandt Mika Roman                    |
| 17/01/2009 | Coupe de Copenhague, Copenhague                  | CoM  | Fleuret | Ind. | Richard Kruse           | Tommaso Lari                | Ma Jianfei Zhang Liangliang                  |
| 17/01/2009 | Coupe du monde, Istanbul                         | CoM  | Sabre   | Ind. | Dmitri Lapkes           | Nicolas Lopez               | Valery Pryiemka Cyril Verbrackel             |
| 23/01/2009 | Grand Prix du Qatar, Doha                        | GP   | Épée    | Ind. | Alfredo Rota            | Francesco Martinelli        | Li Guojie Péter Somfai                       |
| 23/01/2009 | Grand Prix du Qatar, Doha                        | GP   | Épée    | Éq.  | Italie                  | Ukraine                     | Hongrie                                      |
| 23/01/2009 | Challenge international de Paris, Paris          | GP   | Fleuret | Ind. | Peter Joppich           | Richard Kruse               | Huang Liangcai Ma Jianfei                    |
| 23/01/2009 | Challenge international de Paris, Paris          | GP   | Fleuret | Éq.  | Chine                   | France                      | Russie                                       |
| 30/01/2009 | Trophée Carroccio, Legnano                       | GP   | Épée    | Ind. | Jean-Michel Lucenay     | Maksym Khvorost             | Silvio Fernandez Weston Kelsey               |
| 30/01/2009 | Trophée Carroccio, Legnano                       | GP   | Épée    | Éq.  | France                  | Russie                      | États-Unis                                   |
| 31/01/2009 | Coupe Akropolis, Athènes                         | CoM  | Sabre   | Ind. | Aldo Montano            | Tamás Decsi                 | Nicolas Limbach Luigi Samele                 |
| 31/01/2009 | Ville de La Corogne, La Corogne                  | CoM  | Épée    | Ind. | Radosław Glonek         | Erwann Le Péchoux           | Terence Joubert Alexandre Stoukaline         |
| 06/02/2009 | Coupe Gerevich-Kovacs-Karpati, Budapest          | GP   | Sabre   | Ind. | Rareș Dumitrescu        | Nicolas Lopez               | Benjamin Igoe Florin Zalomir                 |
| 06/02/2009 | Coupe Gerevich-Kovacs-Karpati, Budapest          | GP   | Sabre   | Éq.  | Hongrie                 | France                      | Biélorussie                                  |
| 07/02/2009 | Ville de Lisbonne, Lisbonne                      | CoM  | Épée    | Ind. | Sven Schmid             | Paolo Pizzo                 | João Cordeiro Benjamin Steffen               |
| 07/02/2009 | Coupe SAF, Stockholm                             | Sat. | Épée    | Ind. | Carl Frisell            | Magnus Malmgren             | Tor Forsse Andrés Gómez                      |
| 12/02/2009 | Sabre de Moscou, Moscou                          | GP   | Sabre   | Ind. | Aleksey Yakimenko       | Gianpiero Pastore           | Nicolas Limbach Oleg Shturbabin              |
| 12/02/2009 | Sabre de Moscou, Moscou                          | GP   | Sabre   | Éq.  | Hongrie                 | Chine                       | Italie                                       |
| 13/02/2009 | Coupe ville de Venise, Venise                    | GP   | Fleuret | Ind. | Richard Kruse           | Radosław Glonek             | Renal Ganeev Terence Joubert                 |
| 13/02/2009 | Coupe ville de Venise, Venise                    | GP   | Fleuret | Éq.  | Japon                   | Royaume-Uni                 | France                                       |
| 14/02/2009 | Glaive de Tallinn, Tallinn                       | CoM  | Épée    | Ind. | Jérôme Jeannet          | Gauthier Grumier            | Bas Verwijlen Viacheslav Zingerman           |
| 14/02/2009 | Tournoi satellite, Orebro                        | Sat. | Sabre   | Ind. | Mahmoud Samir           | Nicolae Alexe               | Mannad Ghazy Owen McNamee                    |
| 27/02/2009 | Glaive d'Asparoukh, Plovdiv                      | GP   | Sabre   | Ind. | Nicolas Limbach         | Tamás Decsi                 | Rareș Dumitrescu Aldo Montano                |
| 27/02/2009 | Glaive d'Asparoukh, Plovdiv                      | GP   | Sabre   | Éq.  | Italie                  | Hongrie                     | France                                       |
| 28/02/2009 | Grand Prix de Berne, Berne                       | CoM  | Épée    | Ind. | Alfredo Rota            | Hugues Boisvert-Simard      | Francesco Martinelli Adrien Penso-Tsai       |
| 28/02/2009 | Lion de Bonn, Bonn                               | CoM  | Fleuret | Ind. | Grégory Koenig          | Terence Joubert             | Renal Ganeev Alexandre Stoukaline            |
| 06/03/2009 | Challenge Bernadotte, Stockholm                  | GP   | Épée    | Ind. | Sven Schmid             | Paolo Pizzo                 | Gauthier Grumier Alfredo Rota                |
| 06/03/2009 | Challenge Bernadotte, Stockholm                  | GP   | Épée    | Éq.  | Hongrie                 | Allemagne                   | Pologne                                      |
| 07/03/2009 | Tournoi satellite, Columbus                      | Sat. | Sabre   | Ind. | Benjamin Bratton        | Jon Normile                 | Daniel Rees Adam Watson                      |
| 13/03/2009 | Coupe du monde, Tunis                            | CoM  | Sabre   | Ind. | Aldo Montano            | Gianpiero Pastore           | Nicolas Lopez Julien Pillet                  |
| 14/03/2009 | Ville d'Espinho, Espinho                         | CoM  | Fleuret | Ind. | Aleksey Cheremisinov    | Brice Guyart                | Radosław Glonek Roland Schlosser             |
| 27/03/2009 | Coupe d'Heidenheim, Heidenheim an der Brenz      | CoM  | Épée    | Ind. | András Redli            | Jörg Fiedler                | Gábor Boczkó Igor Reyzlin                    |
| 28/03/2009 | Tournoi satellite, Copenhague                    | Sat. | Fleuret | Ind. | Thierry Mittelfarwick   | Tarek Fouad                 | Filip Hedenskog Mahmoud Mansour              |
| 01/05/2009 | Grand Prix, Shanghai                             | GP   | Fleuret | Ind. | Erwann Le Péchoux       | Yūki Ōta                    | Huang Liangcai Zhang Liangliang              |
| 01/05/2009 | Grand Prix, Shanghai                             | GP   | Fleuret | Éq.  | Italie                  | Chine                       | Japon                                        |
| 08/05/2009 | Coupe du Prince Takamado, Tokyo                  | GP   | Fleuret | Ind. | Radosław Glonek         | Benjamin Kleibrink          | Valerio Aspromonte Andrea Baldini            |
| 08/05/2009 | Coupe du Prince Takamado, Tokyo                  | GP   | Fleuret | Éq.  | Italie                  | Chine                       | Allemagne                                    |
| 09/05/2009 | Tournoi satellite, Istanbul                      | Sat. | Épée    | Ind. | Ali Yaghoubian          | Valerio Speranza            | Sadegh Abedi Carlo Rota                      |
| 09/05/2009 | Challenge Monal, Paris                           | CoM  | Épée    | Ind. | Gauthier Grumier        | Gábor Boczkó                | András Redli Ulrich Robeiri                  |
| 15/05/2009 | Sabre de Wołodyjowski, Varsovie                  | CoM  | Épée    | Ind. | Rareș Dumitrescu        | Boladé Apithy               | Marco Ciari Zsolt Nemcsik                    |
| 18/05/2009 | Trophée SK, Séoul                                | CoM  | Fleuret | Ind. | Kwon Young-ho           | Ryō Miyake                  | Chung Jiae-gyu Park Hee-kyung                |
| 23/05/2009 | Challenge Australia, Sydney                      | CoM  | Épée    | Ind. | Silvio Fernandez        | Jonathan Willis             | Lau Kam Tan Philipp Stein                    |
| 23/05/2009 | Ville de Madrid, Madrid                          | CoM  | Sabre   | Ind. | Rareș Dumitrescu        | Zsolt Nemcsik               | Jaime Martí Timothy Morehouse                |
| 23/05/2009 | Coupe de St Duje, Split                          | Sat. | Épée    | Ind. | Uros Balent             | Ozren Debić                 | Ahmed el Saghir Miro Lusić                   |
| 23/05/2009 | Tournoi satellite, Helsinki                      | Sat. | Sabre   | Ind. | Nicolae Alexe           | Mircea Florentin Zanfirescu | Daniel Corcoran Lucian Dina                  |
| 25/05/2009 | Fleuret de Saint-Pétersbourg, Saint-Pétersbourg  | GP   | Fleuret | Ind. | Andrea Cassarà          | Yūki Ōta                    | Peter Joppich Artem Sedov                    |
| 25/05/2009 | Fleuret de Saint-Pétersbourg, Saint-Pétersbourg  | GP   | Fleuret | Éq.  | Italie                  | Russie                      | France                                       |
| 29/05/2009 | Épée internationale, Montréal                    | CoM  | Épée    | Ind. | Gauthier Grumier        | Jean-Michel Lucenay         | Jörg Fiedler Paolo Pizzo                     |
| 29/05/2009 | Trophée Luxardo, Padoue                          | GP   | Sabre   | Ind. | Luigi Tarantino         | Nicolas Limbach             | Rareș Dumitrescu Áron Szilágyi               |
| 29/05/2009 | Trophée Luxardo, Padoue                          | GP   | Sabre   | Éq.  | Biélorussie             | France                      | Italie                                       |
| 30/05/2009 | Épée internationale, Montréal                    | CoM  | Fleuret | Ind. | Andrea Baldini          | Tomer Or                    | Suguru Awaji Yūki Ōta                        |
| 04/06/2009 | Coupe de La Havane, La Havane                    | CoM  | Fleuret | Ind. | Yūki Ōta                | Artem Sedov                 | Brice Guyart Peter Joppich                   |
| 06/06/2009 | Tournoi satellite, Reykjavik                     | Sat. | Sabre   | Ind. | Matvey Matushkin        | Julien Ouédraogo            | Mamadou Keïta Kyrylo Voronezhskyy            |
| 12/06/2009 | Coupe du monde, Bogota                           | GP   | Épée    | Ind. | Nikolai Novosjolov      | Gauthier Grumier            | Ma Quan Alfredo Rota                         |
| 12/06/2009 | Coupe du monde, Bogota                           | GP   | Épée    | Éq.  | Italie                  | France                      | Espagne                                      |
| 12/06/2009 | Coupe du monde, Estado Vargas                    | CoM  | Fleuret | Ind. | Andrea Baldini          | Andrea Cassarà              | Stefano Barrera Miles Chamley-Watson         |
| 13/06/2009 | Coupe Cole, Newcastle-upon-Tyne                  | Sat. | Sabre   | Ind. | Neil hutchison          | Murray Morrison             | Hanry Gann Jon Salfield                      |
| 14/06/2009 | Coupe du monde, Estado Vargas                    | CoM  | Sabre   | Ind. | Tamás Decsi             | Jaime Martí                 | Nikolas Iliasz Jorge Pina                    |
| 19/06/2009 | Coupe du monde, Dallas                           | CoM  | Sabre   | Ind. | Aldo Montano            | Aleksey Yakimenko           | Timothy Morehouse Luigi Samele               |
| 20/06/2009 | Jockey Club Argentino, Buenos Aires              | CoM  | Épée    | Ind. | Rubén Limardo           | Max Heinzer                 | Weston Kelsey Joaquim Videira                |
| 02/07/2009 | Championnats panaméricains, San José             | ChZ  | Épée    | Ind. | Rubén Limardo           | Cody Mattern                | Hugues Boisvert-Simard Weston Kelsey         |
| 02/07/2009 | Championnats panaméricains, San José             | ChZ  | Épée    | Éq.  | Venezuela               | Canada                      | États-Unis                                   |
| 02/07/2009 | Championnats panaméricains, San José             | ChZ  | Fleuret | Ind. | Kurt Getz               | Gerek Meinhardt             | Étienne Lalonde-Turbide Miles Chamley-Watson |
| 02/07/2009 | Championnats panaméricains, San José             | ChZ  | Fleuret | Éq.  | États-Unis              | Brésil                      | Canada                                       |
| 02/07/2009 | Championnats panaméricains, San José             | ChZ  | Sabre   | Ind. | Jason Rogers            | James Williams              | Philippe Beaudry Timothy Morehouse           |
| 02/07/2009 | Championnats panaméricains, San José             | ChZ  | Sabre   | Éq.  | États-Unis              | Venezuela                   | Canada                                       |
| 13/07/2009 | Championnats d'Europe, Leipzig                   | ChZ  | Épée    | Ind. | Sven Schmid             | Ulrich Robeiri              | Gábor Boczkó Gauthier Grumier                |
| 13/07/2009 | Championnats d'Europe, Leipzig                   | ChZ  | Épée    | Éq.  | Hongrie                 | Suisse                      | Italie                                       |
| 13/07/2009 | Championnats d'Europe, Leipzig                   | ChZ  | Fleuret | Ind. | Andrea Baldini          | Richard Kruse               | Laurence Halsted Andre Wessels               |
| 13/07/2009 | Championnats d'Europe, Leipzig                   | ChZ  | Fleuret | Éq.  | Italie                  | Russie                      | Allemagne                                    |
| 13/07/2009 | Championnats d'Europe, Leipzig                   | ChZ  | Sabre   | Ind. | Veniamin Reshetnikov    | Julien Pillet               | Björn Hübner Gianpiero Pastore               |
| 13/07/2009 | Championnats d'Europe, Leipzig                   | ChZ  | Sabre   | Éq.  | Italie                  | Roumanie                    | France                                       |
| 06/08/2009 | Championnats d'Afrique, Tunis                    | ChZ  | Épée    | Ind. | Ayman Alaa El Din Fayez | Ahmed El Kafrawy            | Mohamed Ayoub Ferjani Mohannad Saif          |
| 06/08/2009 | Championnats d'Afrique, Tunis                    | ChZ  | Épée    | Éq.  | Tunisie                 | Égypte                      | Afrique du Sud                               |
| 06/08/2009 | Championnats d'Afrique, Tunis                    | ChZ  | Fleuret | Ind. | Alaaeldin Abouelkassem  | Tarek Fouad                 | Mohamed Ayoub Ferjani Tarek Madgy            |
| 06/08/2009 | Championnats d'Afrique, Tunis                    | ChZ  | Fleuret | Éq.  | Égypte                  | Tunisie                     | Afrique du Sud                               |
| 06/08/2009 | Championnats d'Afrique, Tunis                    | ChZ  | Sabre   | Ind. | Mamadou Keïta           | Ihed Ben Chaabane           | Souayed Sakrani Mahmoud Samir                |
| 06/08/2009 | Championnats d'Afrique, Tunis                    | ChZ  | Sabre   | Éq.  | Tunisie                 | Égypte                      | Sénégal                                      |
| 30/09/2009 | Championnats du monde, Paris                     | ChM  | Épée    | Ind. | Anton Avdeev            | Matteo Tagliariol           | José Luis Abajo Jérôme Jeannet               |
| 30/09/2009 | Championnats du monde, Paris                     | ChM  | Épée    | Éq.  | France                  | Hongrie                     | Pologne                                      |
| 30/09/2009 | Championnats du monde, Paris                     | ChM  | Fleuret | Ind. | Andrea Baldini          | Zhu Jun                     | Peter Joppich Artem Sedov                    |
| 30/09/2009 | Championnats du monde, Paris                     | ChM  | Fleuret | Éq.  | Italie                  | Allemagne                   | Russie                                       |
| 30/09/2009 | Championnats du monde, Paris                     | ChM  | Sabre   | Ind. | Nicolas Limbach         | Rareș Dumitrescu            | Tamás Decsi Luigi Tarantino                  |
| 30/09/2009 | Championnats du monde, Paris                     | ChM  | Sabre   | Éq.  | Roumanie                | Italie                      | Hongrie                                      |
| 14/11/2009 | Championnats d'Asie, Séoul                       | ChZ  | Épée    | Ind. | Park Kyoung-doo         | Jung Seung-hwa              | An Sung-ho Wang Feng                         |
| 14/11/2009 | Championnats d'Asie, Séoul                       | ChZ  | Épée    | Éq.  | Corée du Sud            | Kazakhstan                  | Chine Japon                                  |
| 14/11/2009 | Championnats d'Asie, Séoul                       | ChZ  | Fleuret | Ind. | Yūki Ōta                | Zhu Jun                     | Ha Tae-gyu Kwon Young-ho                     |
| 14/11/2009 | Championnats d'Asie, Séoul                       | ChZ  | Fleuret | Éq.  | Japon                   | Chine                       | Corée du Sud Hong Kong                       |
| 14/11/2009 | Championnats d'Asie, Séoul                       | ChZ  | Sabre   | Ind. | Kim Jung-hwan           | Oh Eun-seok                 | Koji Yamamoto Zhong Man                      |
| 14/11/2009 | Championnats d'Asie, Séoul                       | ChZ  | Sabre   | Éq.  | Chine                   | Japon                       | Corée du Sud Kazakhstan                      |

### Dames
| Date       | Nom et lieu du tournoi                                       | Cat. | Arme    | Type | Vainqueur            | Finaliste              | Troisièmes                                     |
| ---------- | ------------------------------------------------------------ | ---- | ------- | ---- | -------------------- | ---------------------- | ---------------------------------------------- |
| 12/10/2008 | Trophée de Belgrade, Belgrade                                | Sat. | Épée    | Ind. | Romana Caran         | Tatyana Dimitrova      | Dóra Kiskapusi Svetlana Višnjic                |
| 18/10/2008 | Tournoi de Kupittaa, Turku                                   | Sat. | Épée    | Ind. | Irina Embrich        | Catharina Cock         | Kristina Kuusk Lena Tallroth-Cock              |
| 26/10/2008 | Tournoi satellite, Copenhague                                | Sat. | Épée    | Ind. | Julia Zuikova        | Olga Alekseyeva        | Dagmar Baraniková Kristina Kuusk               |
| 08/11/2008 | Tournoi satellite, Oslo                                      | Sat. | Épée    | Ind. | Olga Alekseyeva      | Kristina Kuusk         | Margrete Mørch Joanna Rawska                   |
| 15/11/2008 | Tournoi satellite, Arhus                                     | Sat. | Épée    | Ind. | Kamilla Buchter      | Karin Louise Hooge     | Hannah Kraken Anna Kiel Steensen               |
| 16/01/2009 | Coupe Westend, Budapest                                      | GP   | Épée    | Ind. | Anna Sivkova         | Hajnalka Kiraly-Picot  | Nathalie Moellhausen Emese Szász               |
| 16/01/2009 | Coupe Westend, Budapest                                      | GP   | Épée    | Éq.  | France               | Chine                  | Roumanie                                       |
| 24/01/2009 | Grand Prix, Doha                                             | GP   | Épée    | Ind. | Ana Maria Brânză     | Britta Heidemann       | Nathalie Moellhausen Maureen Nisima            |
| 24/01/2009 | Grand Prix, Doha                                             | GP   | Épée    | Éq.  | Italie               | Pologne                | Canada                                         |
| 31/01/2009 | Coupe d'Angleterre, Londres                                  | CoM  | Sabre   | Ind. | Ilaria Bianco        | Réka Peto              | Léonore Perrus Mariel Zagunis                  |
| 31/01/2009 | Coupe du monde, Salzbourg                                    | CoM  | Fleuret | Ind. | Nam Hyun-hee         | Corinne Maitrejean     | Carolin Golubitskyi Gabriella Varga            |
| 06/02/2009 | Tournoi international, Rome                                  | GP   | Épée    | Ind. | Emese Szász          | Ana Maria Brânză       | Imke Duplitzer Anca Maroiu                     |
| 06/02/2009 | Tournoi international, Rome                                  | GP   | Épée    | Éq.  | Allemagne            | Russie                 | Roumanie                                       |
| 06/02/2009 | Trophée BNP Paribas, Orléans                                 | GP   | Sabre   | Ind. | Mariel Zagunis       | Olha Kharlan           | Svetlana Kormilitsyna Sofia Velikaïa           |
| 06/02/2009 | Trophée BNP Paribas, Orléans                                 | GP   | Sabre   | Éq.  | États-Unis           | Chine                  | Ukraine                                        |
| 07/02/2009 | Coupe de l'étoile, Belgrade                                  | CoM  | Fleuret | Ind. | Viktoria Nikichina   | Sylwia Gruchała        | Nam Hyun-hee Gabriella Varga                   |
| 08/02/2009 | Coupe SAF, Stockholm                                         | Sat. | Épée    | Ind. | Catharina Kock       | Jelena Smirnova        | Hilla Hamalainen Teresa Osland                 |
| 14/02/2009 | Ville de Barcelone, Barcelone                                | CoM  | Épée    | Ind. | Luo Xiaojuan         | Marijana Markovic      | Sophie Lamon Emese Takács                      |
| 17/02/2009 | Sabre de Moscou, Moscou                                      | GP   | Sabre   | Ind. | Olha Kharlan         | Sofia Velikaïa         | Ilaria Bianco Tan Xue                          |
| 17/02/2009 | Sabre de Moscou, Moscou                                      | GP   | Sabre   | Éq.  | Russie               | Ukraine                | Chine                                          |
| 19/02/2010 | Challenge international de Saint-Maur, Saint-Maur-des-Fossés | GP   | Épée    | Ind. | Lyubov Shutova       | Anna Sivkova           | Ana Maria Brânză Anca Maroiu                   |
| 19/02/2010 | Challenge international de Saint-Maur, Saint-Maur-des-Fossés | GP   | Épée    | Éq.  | Roumanie             | Pologne                | France                                         |
| 21/02/2009 | Coupe du monde, Leipzig                                      | CoM  | Fleuret | Ind. | Valentina Vezzali    | Nam Hyun-hee           | Arianna Errigo Gabriella Varga                 |
| 27/02/2009 | Coupe Artus Court PKO BP, Gdansk                             | GP   | Fleuret | Ind. | Yulia Biryukova      | Arianna Errigo         | Valentina Cipriani Nam Hyun-hee                |
| 27/02/2009 | Coupe Artus Court PKO BP, Gdansk                             | GP   | Fleuret | Éq.  | Italie               | Allemagne              | Corée du Sud                                   |
| 28/02/2009 | Coupe du monde, Madrid                                       | CoM  | Sabre   | Ind. | Ekaterina Diatchenko | Svetlana Kormilitsyna  | Julia Gavrilova Sandra Marcos                  |
| 07/03/2009 | Coupe Würth, Tauberbischofsheim                              | CoM  | Épée    | Ind. | Emese Szász          | Sonja Tol              | Nathalie Moellhausen Monika Sozanska           |
| 13/03/2009 | Tournoi international, Foggia                                | GP   | Sabre   | Ind. | Mariel Zagunis       | Bogna Jozwiak          | Olha Kharlan Léonore Perrus                    |
| 13/03/2009 | Tournoi international, Foggia                                | GP   | Sabre   | Éq.  | Ukraine              | Russie                 | Chine                                          |
| 13/03/2010 | Coupe du monde, Florina                                      | CoM  | Épée    | Ind. | Cristiana Cascioli   | Sherraine Schalm       | Ana Maria Brânză Giulia Rizzi                  |
| 14/03/2009 | Coupe du monde, Budapest                                     | CoM  | Fleuret | Ind. | Ilaria Salvatori     | Nam Hyun-hee           | Sylwia Gruchała Corinne Maitrejean             |
| 21/03/2009 | Coupe du monde, Turin                                        | CoM  | Fleuret | Ind. | Valentina Vezzali    | Nam Hyun-hee           | Chen Jinyan Margherita Granbassi               |
| 21/03/2009 | Épée de Moscou, Lobnya                                       | CoM  | Fleuret | Ind. | Nathalie Moellhausen | Francesca Quondamcarlo | Danuta Dmowska-Andrzejuk Yana Zvereva          |
| 27/03/2009 | Challenge Jeanty, Marseille                                  | GP   | Fleuret | Ind. | Valentina Vezzali    | Nam Hyun-hee           | Sylwia Gruchała Olga Lobyntseva                |
| 27/03/2009 | Challenge Jeanty, Marseille                                  | GP   | Fleuret | Éq.  | Italie               | Allemagne              | Russie                                         |
| 28/03/2009 | Souvenir J. Nowara, Luxembourg                               | CoM  | Épée    | Ind. | Jeanne Colignon      | Maureen Nisima         | Laura Flessel-Colovic Tatyana Logunova         |
| 29/03/2009 | Tournoi satellite, Copenhague                                | Sat. | Fleuret | Ind. | Iman Shaban          | Nada el Sadi           | Farah el Batrawy Rau Yeu-Chian                 |
| 02/05/2009 | Coupe du monde, Klagenfurt                                   | CoM  | Sabre   | Ind. | Stefanie Kubissa     | Ilaria Bianco          | Gioia Marzocca Irene Vecchi                    |
| 04/05/2009 | Coupe du monde, Shanghai                                     | CoM  | Fleuret | Ind. | Virginie Ujlaky      | Jeon Hee-sook          | Jung Gil-ok Liu Yuan                           |
| 09/05/2009 | Tournoi satellite, Istanbul                                  | Sat. | Épée    | Ind. | Perla Pezzoli        | Reha Dogan             | Valerie Asher Aslihan Kayabas                  |
| 09/05/2009 | Challenge Yves Brasseur, Gand                                | CoM  | Sabre   | Ind. | Orsolya Nagy         | Alexandra Bujdoso      | Ekaterina Diatchenko Olha Zhovnir              |
| 15/05/2009 | Trophée SK, Séoul                                            | GP   | Fleuret | Ind. | Nam Hyun-hee         | Arianna Errigo         | Margherita Granbassi Anja Schache              |
| 15/05/2009 | Trophée SK, Séoul                                            | GP   | Fleuret | Éq.  | Italie               | Russie                 | Pologne                                        |
| 15/05/2009 | Tournoi international, Nankin                                | GP   | Épée    | Ind. | Ana Maria Brânză     | Vanessa Galantine      | Tatiana Logunova Anna Sivkova                  |
| 15/05/2009 | Tournoi international, Nankin                                | GP   | Épée    | Éq.  | Allemagne            | France                 | Chine                                          |
| 16/05/2009 | Coupe du monde, Coblence                                     | CoM  | Sabre   | Ind. | Léonore Perrus       | Aleksandra Socha       | Alexandra Bujdoso Carole Vergne                |
| 22/05/2009 | Fleuret de Saint-Pétersbourg, Saint-Pétersbourg              | GP   | Fleuret | Ind. | Valentina Vezzali    | Arianna Errigo         | Margherita Granbassi Nam Hyun-hee              |
| 22/05/2009 | Fleuret de Saint-Pétersbourg, Saint-Pétersbourg              | GP   | Fleuret | Éq.  | Italie               | Pologne                | Russie                                         |
| 23/05/2009 | Coupe de St Duje, Split                                      | Sat. | Épée    | Ind. | Smilijka Rodić       | Vassiliki Koubani      | Danijela Ilić Hanna Sjogren                    |
| 23/05/2009 | Tournoi satellite, Bakou                                     | Sat. | Sabre   | Ind. | Sabina Mikina        | Aida Alasgarova        | Sevil Bunyatova Alina Ozolina                  |
| 23/05/2009 | Challenge Australia, Sydney                                  | CoM  | Épée    | Ind. | Li Zhang             | Britta Heidemann       | Cao Yulian Luo Xiaojuan                        |
| 24/05/2009 | Épée internationale, Montréal                                | CoM  | Épée    | Ind. | Tatiana Logunova     | Nathalie Moellhausen   | Laura Flessel-Colovic Sophie Lamon             |
| 28/05/2010 | Grand Prix, Tianjin                                          | GP   | Sabre   | Ind. | Sofia Velikaïa       | Mariel Zagunis         | Kim Keum-hwa Tan Xue                           |
| 28/05/2010 | Grand Prix, Tianjin                                          | GP   | Sabre   | Éq.  | Russie               | Chine                  | Pologne                                        |
| 06/06/2009 | Coupe du monde, La Havane                                    | CoM  | Épée    | Ind. | Ana Maria Brânză     | Zuleidis Ortiz Fuente  | Nozomi Nakano Monika Sozanska                  |
| 06/06/2009 | Tournoi satellite, Reykjavik                                 | Sat. | Sabre   | Ind. | Nicole Glon          | Gudrun Johannsdottir   | Thorbjorg Agustsdottir Gunnildur Gardarsdottir |
| 08/06/2009 | Tournoi Nancy Huranga, La Havane                             | CoM  | Fleuret | Ind. | Sylwia Gruchała      | Małgorzata Wojtkowiak  | Yulia Biryukova Gabriella Varga                |
| 11/06/2009 | Coupe du monde, La Havane                                    | CoM  | Sabre   | Ind. | Mariel Zagunis       | Monica Aksamit         | Sandra Marcos Dagmara Wozniak                  |
| 13/06/2009 | Coupe Cole, Newcastle-upon-Tyne                              | Sat. | Épée    | Ind. | Mary Cohen           | Irma de Ridder         | Megan Elisabeth Lomas Libby Payne              |
| 13/06/2009 | Coupe Cole, Newcastle-upon-Tyne                              | Sat. | Sabre   | Ind. | Kira Roberts         | Katie Hendra           | Jenna-Marie Ashton Angela Billardi             |
| 20/06/2009 | Coupe du monde, Dallas                                       | CoM  | Sabre   | Ind. | Mariel Zagunis       | Léonore Perrus         | Ekaterina Diatchenko Orsolya Nagy              |
| 21/06/2009 | Coupe du monde, Dallas                                       | CoM  | Fleuret | Ind. | Arianna Errigo       | Elisa Di Francisca     | Benedetta Durando Carolin Golubitskyi          |
| 02/07/2009 | Championnats panaméricains, Salvador                         | ChZ  | Épée    | Ind. | Courtney Hurley      | Lindsay Campbell       | Eliana Lugo Karilin Rojas                      |
| 02/07/2009 | Championnats panaméricains, Salvador                         | ChZ  | Épée    | Éq.  | États-Unis           | Canada                 | Venezuela                                      |
| 02/07/2009 | Championnats panaméricains, Salvador                         | ChZ  | Fleuret | Ind. | Nzingha Prescod      | Yulita Suarez          | Nicole Ross Ambika Singh                       |
| 02/07/2009 | Championnats panaméricains, Salvador                         | ChZ  | Fleuret | Éq.  | États-Unis           | Canada                 | Venezuela                                      |
| 02/07/2009 | Championnats panaméricains, Salvador                         | ChZ  | Sabre   | Ind. | Mariel Zagunis       | Daria Schneider        | Monica Aksamit Eileen Grench                   |
| 02/07/2009 | Championnats panaméricains, Salvador                         | ChZ  | Sabre   | Éq.  | États-Unis           | Venezuela              | Canada                                         |
| 13/07/2009 | Championnats d'Europe, Leipzig                               | ChZ  | Épée    | Ind. | Britta Heidemann     | Anna Sivkova           | Laura Flessel-Colovic Yana Shemyakina          |
| 13/07/2009 | Championnats d'Europe, Leipzig                               | ChZ  | Épée    | Éq.  | Roumanie             | Pologne                | Suisse                                         |
| 13/07/2009 | Championnats d'Europe, Leipzig                               | ChZ  | Fleuret | Ind. | Valentina Vezzali    | Katja Wächter          | Arianna Errigo Gabriella Varga                 |
| 13/07/2009 | Championnats d'Europe, Leipzig                               | ChZ  | Fleuret | Éq.  | Italie               | Russie                 | France                                         |
| 13/07/2009 | Championnats d'Europe, Leipzig                               | ChZ  | Sabre   | Ind. | Olha Kharlan         | Ekaterina Diatchenko   | Solenne Mary Halyna Pundyk                     |
| 13/07/2009 | Championnats d'Europe, Leipzig                               | ChZ  | Sabre   | Éq.  | Ukraine              | Russie                 | Italie                                         |
| 06/08/2009 | Championnats d'Afrique, Tunis                                | ChZ  | Épée    | Ind. | Sarra Besbes         | Mona Abdel Aziz        | Imène Ben Chaabane Aya el Sayed                |
| 06/08/2009 | Championnats d'Afrique, Tunis                                | ChZ  | Épée    | Éq.  | Tunisie              | Égypte                 | Afrique du Sud                                 |
| 06/08/2009 | Championnats d'Afrique, Tunis                                | ChZ  | Fleuret | Ind. | Inès Boubakri        | Shaimaa el Gammal      | Haïfa Jabri Iman Shaban                        |
| 06/08/2009 | Championnats d'Afrique, Tunis                                | ChZ  | Fleuret | Éq.  | Tunisie              | Égypte                 | Maroc                                          |
| 06/08/2009 | Championnats d'Afrique, Tunis                                | ChZ  | Sabre   | Ind. | Azza Besbes          | Chaima Fathalli        | Amira Ben Chaabane Hela Besbes                 |
| 06/08/2009 | Championnats d'Afrique, Tunis                                | ChZ  | Sabre   | Éq.  | Tunisie              | Sénégal                | Maroc                                          |
| 30/09/2009 | Championnats du monde, Paris                                 | ChM  | Épée    | Ind. | Lyubov Shutova       | Sherraine Schalm       | Anfisa Pochkalova Sonja Tol                    |
| 30/09/2009 | Championnats du monde, Paris                                 | ChM  | Épée    | Éq.  | Italie               | Pologne                | Allemagne                                      |
| 30/09/2009 | Championnats du monde, Paris                                 | ChM  | Fleuret | Ind. | Aida Shanaeva        | Jeon Hee-sook          | Elisa Di Francisca Arianna Errigo              |
| 30/09/2009 | Championnats du monde, Paris                                 | ChM  | Fleuret | Éq.  | Italie               | Russie                 | Allemagne                                      |
| 30/09/2009 | Championnats du monde, Paris                                 | ChM  | Sabre   | Ind. | Mariel Zagunis       | Olha Kharlan           | Orsolya Nagy Carole Vergne                     |
| 30/09/2009 | Championnats du monde, Paris                                 | ChM  | Sabre   | Éq.  | Ukraine              | France                 | Chine                                          |
| 14/11/2009 | Championnats d'Asie, Séoul                                   | ChZ  | Épée    | Ind. | Luo Xiaojuan         | Xu Anqi                | Jung Hyo-jung Oh Yun-hee                       |
| 14/11/2009 | Championnats d'Asie, Séoul                                   | ChZ  | Épée    | Éq.  | Corée du Sud         | Chine                  | Hong Kong Japon                                |
| 14/11/2009 | Championnats d'Asie, Séoul                                   | ChZ  | Fleuret | Ind. | Nam Hyun-hee         | Dai Huili              | Jeon Hee-sook Yuki Mori                        |
| 14/11/2009 | Championnats d'Asie, Séoul                                   | ChZ  | Fleuret | Éq.  | Corée du Sud         | Chine                  | Hong Kong Japon                                |
| 14/11/2009 | Championnats d'Asie, Séoul                                   | ChZ  | Sabre   | Ind. | Ni Hong              | Chow Tsz Ki            | Zhu Min Kim Keum-hwa                           |
| 14/11/2009 | Championnats d'Asie, Séoul                                   | ChZ  | Sabre   | Éq.  | Chine                | Corée du Sud           | Hong Kong Japon                                |

## Classements généraux

### Épée
| Rang | Nom              | Points |
| ---- | ---------------- | ------ |
| 1    | Gauthier Grumier | 310    |
| 2    | Sven Schmid      | 252    |
| 3    | Alfredo Rota     | 224    |
| 4    | Jörg Fiedler     | 186    |
| 5    | Gábor Boczkó     | 168    |

| Rang | Nom       | Points |
| ---- | --------- | ------ |
| 1    | Hongrie   | 356    |
| 2    | France    | 340    |
| 3    | Italie    | 300    |
| 4    | Allemagne | 265    |
| 5    | Pologne   | 254    |

| Rang | Nom                   | Points |
| ---- | --------------------- | ------ |
| 1    | Ana Maria Brânză      | 304    |
| 2    | Anna Sivkova          | 238    |
| 3    | Britta Heidemann      | 230    |
| 4    | Emese Szász           | 224    |
| 5    | Laura Flessel-Colovic | 222    |

| Rang | Nom       | Points |
| ---- | --------- | ------ |
| 1    | Italie    | 314    |
| 2    | Pologne   | 313    |
| 3    | Allemagne | 304    |
| 4    | France    | 288    |
| 5    | Roumanie  | 260    |

### Fleuret
| Rang | Nom             | Points |
| ---- | --------------- | ------ |
| 1    | Andrea Baldini  | 320    |
| 2    | Peter Joppich   | 258    |
| 3    | Radosław Glonek | 250    |
| 4    | Richard Kruse   | 232    |
| 5    | Andrea Cassarà  | 228    |

| Rang | Nom       | Points |
| ---- | --------- | ------ |
| 1    | Italie    | 414    |
| 2    | Russie    | 292    |
| 3    | Allemagne | 278    |
| 4    | Chine     | 276    |
| 5    | France    | 240    |

| Rang | Nom                | Points |
| ---- | ------------------ | ------ |
| 1    | Arianna Errigo     | 334    |
| 2    | Valentina Vezzali  | 310    |
| 3    | Nam Hyun-hee       | 228    |
| 4    | Jeon Hee-sook      | 216    |
| 5    | Elisa Di Francisca | 194    |

| Rang | Nom       | Points |
| ---- | --------- | ------ |
| 1    | Italie    | 384    |
| 2    | Russie    | 288    |
| 3    | Allemagne | 246    |
| 4    | Pologne   | 202    |
| 5    | France    | 182    |

### Sabre
| Rang | Nom              | Points |
| ---- | ---------------- | ------ |
| 1    | Nicolas Limbach  | 298    |
| 2    | Rareș Dumitrescu | 234    |
| 3    | Aldo Montano     | 222    |
| 4    | Luigi Tarantino  | 210    |
| 5    | Tamás Decsi      | 206    |

| Rang | Nom         | Points |
| ---- | ----------- | ------ |
| 1    | Italie      | 272    |
| 2    | Hongrie     | 244    |
| 3    | Roumanie    | 240    |
| 4    | Biélorussie | 196    |
| 5    | France      | 196    |

| Rang | Nom                  | Points |
| ---- | -------------------- | ------ |
| 1    | Mariel Zagunis       | 432    |
| 2    | Olha Kharlan         | 328    |
| 3    | Sofia Velikaïa       | 218    |
| 4    | Ekaterina Diatchenko | 210    |
| 5    | Ilaria Bianco        | 176    |

| Rang | Nom        | Points |
| ---- | ---------- | ------ |
| 1    | Ukraine    | 338    |
| 2    | Russie     | 304    |
| 3    | États-Unis | 252    |
| 4    | Chine      | 224    |
| 5    | France     | 222    |

## Statistiques
Tableaux des médailles masculin et féminin global des épreuves de coupe du monde, hors tournois satellites et continentaux. 
| Rang  | Nation      | Or | Argent | Bronze | Total |
| ----- | ----------- | -- | ------ | ------ | ----- |
| 1     | Italie      | 17 | 9      | 14     | 40    |
| 2     | France      | 10 | 13     | 13     | 36    |
| 3     | Hongrie     | 5  | 7      | 11     | 23    |
| 4     | Allemagne   | 5  | 6      | 7      | 18    |
| 5     | Roumanie    | 4  | 1      | 3      | 8     |
| 6     | Russie      | 3  | 4      | 8      | 15    |
| 7     | Japon       | 2  | 3      | 3      | 8     |
| 8     | Royaume-Uni | 2  | 3      | 0      | 5     |
| 9     | Venezuela   | 2  | 1      | 4      | 7     |
| 10    | Biélorussie | 2  | 0      | 3      | 5     |
| Total | Total       | 59 | 59     | 101    | 219   |

| Rang  | Nation       | Or | Argent | Bronze | Total |
| ----- | ------------ | -- | ------ | ------ | ----- |
| 1     | Italie       | 16 | 7      | 15     | 38    |
| 2     | Russie       | 11 | 7      | 12     | 30    |
| 3     | États-Unis   | 6  | 2      | 2      | 10    |
| 4     | France       | 4  | 7      | 9      | 20    |
| 5     | Roumanie     | 4  | 1      | 6      | 11    |
| 6     | Allemagne    | 3  | 6      | 8      | 17    |
| 7     | Ukraine      | 3  | 3      | 4      | 10    |
| 8     | Hongrie      | 3  | 1      | 8      | 12    |
| 9     | Corée du Sud | 2  | 6      | 6      | 14    |
| 10    | Chine        | 2  | 3      | 10     | 15    |
| Total | Total        | 55 | 55     | 94     | 204   |